# مارو (أسطورة)
مارو (بالإنجليزية: Maru)‏ هو إلهُ الحرب عند الماوري، وهو معروف في جنوب نيوزيلندا، حيث يحل محل توماتاويغا Tūmatauenga، إله الحرب المعروف في بقية نيوزيلندا. مارو هو ابن رانجيهور (إله الصخور والحجارة) وحفيد ماوي. تم إحضار صورة مارو إلى نيوزيلندا بواسطة هانغروا Haungaroa. كان معروفًا أيضًا باسم إله واي ماوري (المياه العذبة) مثل الجداول والأنهار. في بعض الحالات القبلية، اعتبر مارو إلهًا مشخصًا يعزى إلى الحرب، ولكن بدرجة أقل من تو Tū.
رب الحرب البولينيزي /الماوري ومساعد الخالق في خلق الإنسان ورئيس الأجناد السماوية. وهو البادئ دائما بالخصومات والحسد والاحتكاك. يمتلك نارا هائلة يشوي فيها أبالسة الشر الذين هزمهم. وقد علم مارو الرب توهاكي Tawhaki استخدام السلاح وتعاويذ السحر لشل أعدائه. وعندما يرفع إلى مارو قائد حربي عظيم صلواته بالترنيمة الصحيحة karakia فقد يقتنع الرب بالانضمام إليه في المعركة ويصمم أن يقف طيلة النهار إلى جانبه. اسمه في هاواي کو.